# 후지사와슈쿠

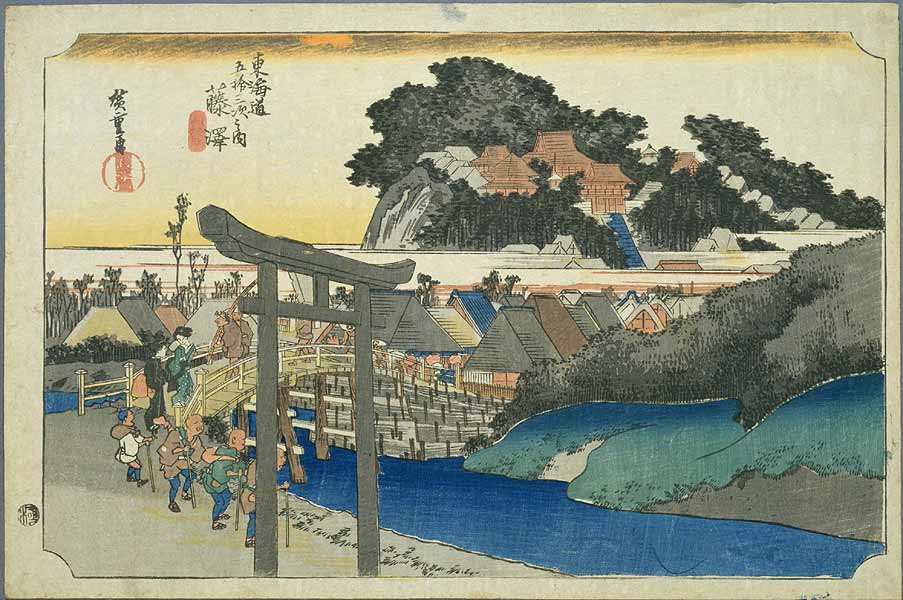
후지사와슈쿠

후지사와슈쿠(일본어: 藤沢宿)란 일본 도카이도 오십삼차의 6번째 슈쿠바를 말한다. 가나가와현 후지사와시에 위치해 있었다.

## 개요
게이초 6년(1601년) 도카이도의 슈쿠바가 되었다. 이후 도쓰카슈쿠, 가와사키슈쿠가 추가되어 도카이도의 6번째 슈쿠바가 되었다. 도카이도 오십삼차 정비 이전부터 쇼조코지(유교지)의 몬젠마치로 번영을 누려왔으며 고 호조시대에는 오다와라성, 시성, 에도성의 사쿠라다 문, 하치오지성, 다마나와성을 연결하는 오다와라 가도의 분기점이 되었다.
쇼조코지의 동쪽에 에도 방면 미쓰케(에도카타미쓰케)가 있었으며 현재의 오다큐 에노시마 선을 넘어 서쪽 부근에 교토 방면 미쓰케(가미카타미쓰케)가 있었다. 이 범위를 후지사와슈쿠라 하였다.